# Lalli (Kambja)
Lalli – wieś w Estonii, w prowincji Tartu, w gminie Kambja.